# Családi hasonlóság
A családi hasonlóság fogalmát Ludwig Wittgenstein osztrák származású filozófus vezette be, amikor a késői korszakában tagadta azt a korábbi állítást, miszerint a nyelv semmi másra nem alkalmas, mint a tények leképzésére, azaz a nyelv nem szűkíthető le csupán a leíró, deskriptív funkcióra.

## A családi hasonlóság lényege
Wittgenstein szerint - szemben a mesterséges nyelvekkel - a természetes nyelv nem szorítható definíciók közé. Ennek az oka az, hogy a nyelvünkben, mint az emberi világban mindenütt, a családi hasonlóság elve érvényesül: a jelentés.
A szavak jelentését nem lehet definíciókkal, a helyes használat szükséges és elégséges feltételeit rögzítő meghatározásokkal megadni; ehelyett a „családi hasonlóság” fogalmával értelmezte a jelentést. Eszerint egy szó, például a „játék” jelentését nem lehet olyan leírással megadni, amely egyértelműen meghatározza, mi játék és mi nem. A játék fogalmát ehelyett az adja meg, hogy a különféle tevékenységeknek melyeket játéknak nevezünk (a sakktól a vízilabdáig) számos közös jegyük van: pl. hogy céljuk a győzelem, két fél kell hozzájuk stb. Ugyanakkor ezek a közös jellemzők nem alkotnak egy közös lényeget, amellyel minden tevékenység, amit játéknak tekintünk, rendelkezik. Tehát csakúgy mint a családtagoknál, mindegyikük hasonlít a másikra, ám nem egyazon pontban azonosak.
Wittgenstein szerint: “nem tudjuk meghatározni, hogy mi a közös a játékokban. A játékok családot alkotnak: bizonyos szempontból hasonlóak, másikból nem. A játékban csak az közös, hogy mind játék; ugyanígy áll a dolog minden mással.”

## Felhasználása
Balázs Géza rámutat, hogy ez a jelenség felhasználható a szemantikában, a szemiotikában, a nyomozásban (igazságügyi nyelvészetben).